# Arthur Griffith
Arthur Joseph Griffith (írül: Art Seosamh Ó Gríobhtha; (Dublin, 1872. március 31. – Dublin, 1922. augusztus 12.) ír író, újságszerkesztő és politikus, a Sinn Féin politikai párt megalapítója. 

## Élete
Iskolai tanulmányai után egyre aktívabban fordult az ír és brit politikai kérdések felé, ami a politika iránt érdeklődő és abban aktív nyomdász apja hatása volt. Az Ír Köztársasági Testvériség (Irish Republican Brotherhood, IRB) tagja lett. Kezdetben támogatta Charles Stewart Parnell politikai nézeteit, de aztán úgy értékelte, hogy C. S. Parnell politikai felfogása és tevékenysége nem a leghasznosabb Írország számára. 1896 és 1898 között viszonylag rövid időt Dél-Afrikában töltött, ahol támogatta a búrokat a brit terjeszkedés elleni kampányukban, és Paul Kruger támogatója volt. Ezt követően visszatért Írországba, ahol 1899-ben megalapította és szerkesztette a The United Irishman című ír nacionalista újságot. 
Ezekben az években különös figyelmet fordított az Osztrák–Magyar Monarchia politikai helyzetére, az 1848-49-es magyar forradalmat követő politikai folyamatokra, amelyek elvezettek az 1867. évi kiegyezéshez, majd az azt követő magyarországi gazdasági és politikai fejlődésre. Alapos politikai elemzést követően 1904-ben publikálta a The Resurrection of Hungary: A Parallel for Ireland (Magyarország feltámadása) c. művét, amelyben szorgalmazta, hogy az ír képviselők lépjenek ki az Egyesült Királyság parlamentjéből (London), valamint állítsanak fel kormányzati intézményeket Írországban. Ez a politika Sinn Féin néven vált ismertté. 1905. november 28-án bemutatta "The Sinn Féin Policy" című művét a szervezetének a Nemzeti Tanács (National Council) első éves kongresszusán. Ez az alkalom lett a Sinn Féin párt alapításának hivatalos dátuma, aminek elnöki tisztségét csak 1911-ben vette át. Akkoriban ez a szervezet még kicsi volt.
Az 1916-os húsvéti felkelés után Griffithet letartóztatták, annak ellenére, hogy nem vett részt benne. Szabadulása után a Sinn Féin felépítésén dolgozott, amely számos időközi választási győzelmet aratott. A párt 1917. októberi Ardfheisén (éves kongresszusán) egyértelműen republikánus párttá vált, Griffith pedig lemondott az elnöki posztról Éamon de Valera javára, s mellette alelnök lett. Griffithet az 1918. júniusi időközi választáson East Cavan képviselőjévé választották, majd az 1918-as általános választásokon újraválasztották, amikor a Sinn Féin hatalmas választási győzelmet aratott az Ír Parlamenti Párt (Irish Parliamentary Party) felett, de a megválasztott képviselők nem voltak hajlandók elfoglalni a helyüket a londoni Westminsterben, hanem helyette létrehozták Dublinban a saját alkotmányozó nemzetgyűlésüket, a Dáil Éireannt, Írország parlamentjét.
Griffith 1919 és 1921 között belügyminiszterként, 1921 és 1922 között pedig külügyminiszterként tevékenykedett. 1921 szeptemberében kinevezték a brit kormánnyal kötendő szerződésről tárgyaló ír delegáció vezetőjévé. Hónapokig tartó tárgyalások után ő és a másik négy küldött aláírta az angol–ír szerződést, amely létrehozta az Ír Szabadállamot, de nem köztársaságként. Ez a Dáil kettéválásához vezetett. Miután a szerződést a Dáil szűken jóváhagyta, De Valera lemondott elnöki posztjáról, és Griffithet választották a helyére. Ez a szakítás az ír polgárháborúhoz vezetett. Két hónappal a polgárháború kitörése után Griffith 1922 augusztusában hirtelen meghalt.

## Magyarul megjelent művei
- Magyarország feltámadása. Párhuzam Írország számára; ford. Szűcs Zoltán, utószó, jegyz. Szentesi Zöldi László; Valera, Budapest, 2001
- Magyarország feltámadása. Példa Írország számára; ford., jegyz. Kabdebó Tamás, előszó Brian Maye; epl, Budapest, 2002 (Editio plurilingua)
- Magyarország feltámadása. Követendő példa Írországnak; ford., jegyz. Godó Ágnes; röv. kiad.; Galaxis-Mag Bt., Budapest, 2004